# Retinite
Per  retinite  in campo medico, si intende qualunque infiammazione che interessa la retina.

## Tipologia
Le forme più comuni e studiate in letteratura sono:
- Retinite pigmentosa, altrimenti detta cecità notturna, sono malattie che si sviluppano nell'età infantile, la cui incidenza risulta 1 su 35 000 persone.
- Retinite da citomegalovirus, comune nei pazienti affetti da AIDS, occorre un trattamento tempestivo altrimenti la vista può andare perduta.